# Nischbank
Nischbank är en bank som specialiserat sig enbart på vissa banktjänster, eller riktar in sig på en särskild kundgrupp. Nischbanker har enligt Nationalencyklopedin gemensamt att inte ha nät av bankkontor och att de därför betjänar sina kunder via telefon eller internet. De är oftast mindre än andra banker; omsätter några miljarder och har mellan 500 och 1 000 anställda. Nischbanker erbjuder ofta högre ränta på sparkonton än storbankerna, en del av dessa saknar dock insättningsgaranti. En finansieringsmodell som en del av bankerna använder för att erbjuda högre sparränta är att erbjuda lån med högre ränta än andra banker. Till följd av att nischbankerna ofta erbjuder högre sparränta än andra banker, har andelen sparade pengar i nischbanker ökat. Flera nischbanker fokuserar på blancolån, och har i förhållandevis hög grad lånat ut pengar till personer som har svårt att betala av sina lån. Finansinspektionen uppger att jämfört med övriga banker i Sverige har nischbankerna tio gånger högre andel "problemlån". Skillnaderna är dock stora mellan olika nischbanker bland annat baserat på vilken kundgrupp de riktar in sig på. En del har till exempel, till skillnad från nischbanker som riktat in sig på lån till privatkunder, fokuserat på att till små och medelstora företag erbjuda lån och factoring. Andra bedriver inkassoverksamhet.
Svenska Bankföreningen skriver att en del "telefon- och internetbanker" (de exemplifierar med Skandiabanken, ICA Banken och Länsförsäkringar Bank) under tidens gång utökat sin verksamhet, till den grad att "många av dem" kan betecknas som "universalbanker". Universalbanker är banker som är väl etablerade i finanssektorn och erbjuder alla normala finansiella tjänster.
Exempel på banker som någon gång beskrivits som nischbanker är:
- Collector Bank[4]
- Resurs Bank[4]
- Marginalen Bank[4]
- TF Bank[4]
- Klarna Bank[4]
- Avanza Bank[11]
- Nordax Bank[12]
- Skandiabanken[13]
- Ica Banken[13]
- Länsförsäkringar Bank[13]
- Bluestep Bank[6]